# Кабель П-275
Кабель П-275 — лёгкий полевой кабель связи, используемый для связи на небольшом расстоянии. Выпускался по ГОСТ 10041-62 до 1 января 1977 года.

## Конструкция
Состоит из многопроволочной круглой токопроводящей жилы (в неё входят 6 стальных оценикованных или лужёных проволок и одна медная проволока между ними) и изоляции из ПВХ пластиката.

## Характеристики
- Диаметр стальной проволоки: 0,2 — 0,25 мм[2]
- Диаметр медной проволоки: 0,26 — 0,27 мм[2]
- Толщина изоляции: 0,5 мм[2]
- Шаг скрутки изолированных жил: 70 — 90 мм[2]
- Напряжение испытания на проход: 2000 В[2]
- Сопротивление пары жил при 20°С: не более 500 Ом/км[2]
- Сопротивление изоляции при 20°С: не менее 1 МОм·км[2]
- Разрывное усилие кабеля: не менее 600 Н[2]
- Строительная длина: 600 — 750 м[2]
- Диапазон рабочих температур: от −40 до +50°C[2]